# أليس هاريمان
أليس هاريمان (بالإنجليزية: Alice Harriman) (12 مارس 1861 في الولايات المتحدة - 24 ديسمبر 1925، هوليوود في الولايات المتحدة)؛ كاتِبة، شاعرة وروائية أمريكية.